# 거제 가배량진성
거제 가배량진성(巨濟 加背梁鎭城)은 대한민국 경상남도 거제시 동부면 노자산 기슭의 깊숙한 해안인 오아포(현재 가배량)에 있는 성이다.
1991년 12월 23일 경상남도의 기념물 제110호 가배량성으로 지정되었다가, 2018년 12월 20일 현재의 명칭으로 변경되었다.

## 개요
경상남도 거제시 동부면 노자산 기슭의 깊숙한 해안인 오아포(현재 가배량)에 있는 성이다.
임진왜란 때 이순신 장군이 삼도수군통제사로 임명된 후, 가배량진성을 더 큰 규모로 연장 개축하였다. 조선 선조 34년(1601)에는 오마포에 통제영이 있었으나 통제영으로 적당하지 못해 고성군 춘원포로 옮겼다가 다시 통영으로 옮겼다.
성의 서쪽과 남쪽 일부에는 적의 공격으로부터 성을 지키기 위해 물길을 내어 만든 해자가 있으며, 서남쪽 봉우리에는 망대터가 남아있다. 성안에서는 기와조각들이 발견되고 통제영의 관아가 있던 곳도 주춧돌이 남아있다.

## 참고 자료
- 거제 가배량진성 - 국가유산청 국가유산포털